# سحابة علي بابا
سحابة علي بابا (Alibaba Cloud) (بالصينية: 阿里云)، والمعروفة أيضًا باسم Aliyun، هي شركة حوسبة سحابية صينية، وهي شركة لمجموعة علي بابا. سحابة علي بابا توفر خدمات الحوسبة السحابية للشركات عبر الإنترنت والنظام البيئي للتجارة الإلكترونية الخاص بشركة بمجموعة علي بابا. عملياتها الدولية مسجلة ومقرها في سنغافورة.
سحابة علي بابا توفر الخدمات على أساس دفع الاستحقاقات أولا بأول، وتشمل مطاطا حساب (Elastic Compute ‏)، تخزين البيانات ، قواعد البيانات العلائقية، الكبير، معالجة البيانات الضخمة، ومكافحة وحماية دوس (Anti-DDoS) وشبكات توصيل المحتوى (CDN).
تعتبر أكبر شركة حوسبة سحابية في الصين، تدير مراكز بيانات في 23 منطقة و63 منطقة توافر حول العالم.

## مناطق مراكز البيانات

### السعودية
في يونيو 2022، أوكَلت الشركة السعودية للحوسبة السحابية مهمة تشغيل البنية التحتية لأُولى مراكز البيانات في السعودية إلى شركة علي بابا كلاود، تحت إشراف سعودي كامل وتم ذلك بالتعاون خماسي لسحابة علي بابا مع كل من مجموعة الإتصالات السعودية STC وeWTP Arabia Capital وشركة تقنية المعلومات السعودية Site والشركة السعودية للذكاء الاصطناعي -سكاي- SCAI.
افتتحت شركة "علي بابا كلاود" الصينية مقرها في مركز الملك عبدالله المالي بالرياض في نوفمبر 2022